# Wassyl Kasijan
Wassyl Illitsch Kasijan (ukrainisch Василь Ілліч Касіян; * 1. Januar 1896 in Mykulynzi bei Snjatyn, Galizien, Österreich-Ungarn; † 26. Juni 1976 in Kiew, Ukrainische SSR) war ein ukrainischer Grafiker, Kunsthistoriker und Politiker.

## Leben
Während des Ersten Weltkrieges diente Wassyl Kasijan von 1915 bis 1918 in der Österreichisch-ungarischen Armee und war zwei Jahre in italienischer Kriegsgefangenschaft.
Anschließend studierte er von 1920 bis 1926 an der Prager Akademie der Künste.
1923 nahm er die sowjetische Staatsbürgerschaft an und von 1927 an war er Professor an dem Kiewer Kunstinstitut und weiterer Kunsthochschulen.
Seit 1946 war Kasijan Mitglied der KPdSU (B). Zwischen 1962 und 1968 war er Vorstandsvorsitzender der Union der Künstler der USSR. Außerdem war er Mitglied des Präsidiums der Russischen Akademie der Künste und von 1947 bis 1951 und von 1963 bis 1975 Abgeordneter des Obersten Sowjets der USSR
Wassyl Kasijan starb 80-jährig in Kiew und wurde auf dem Baikowe-Friedhof bestattet.

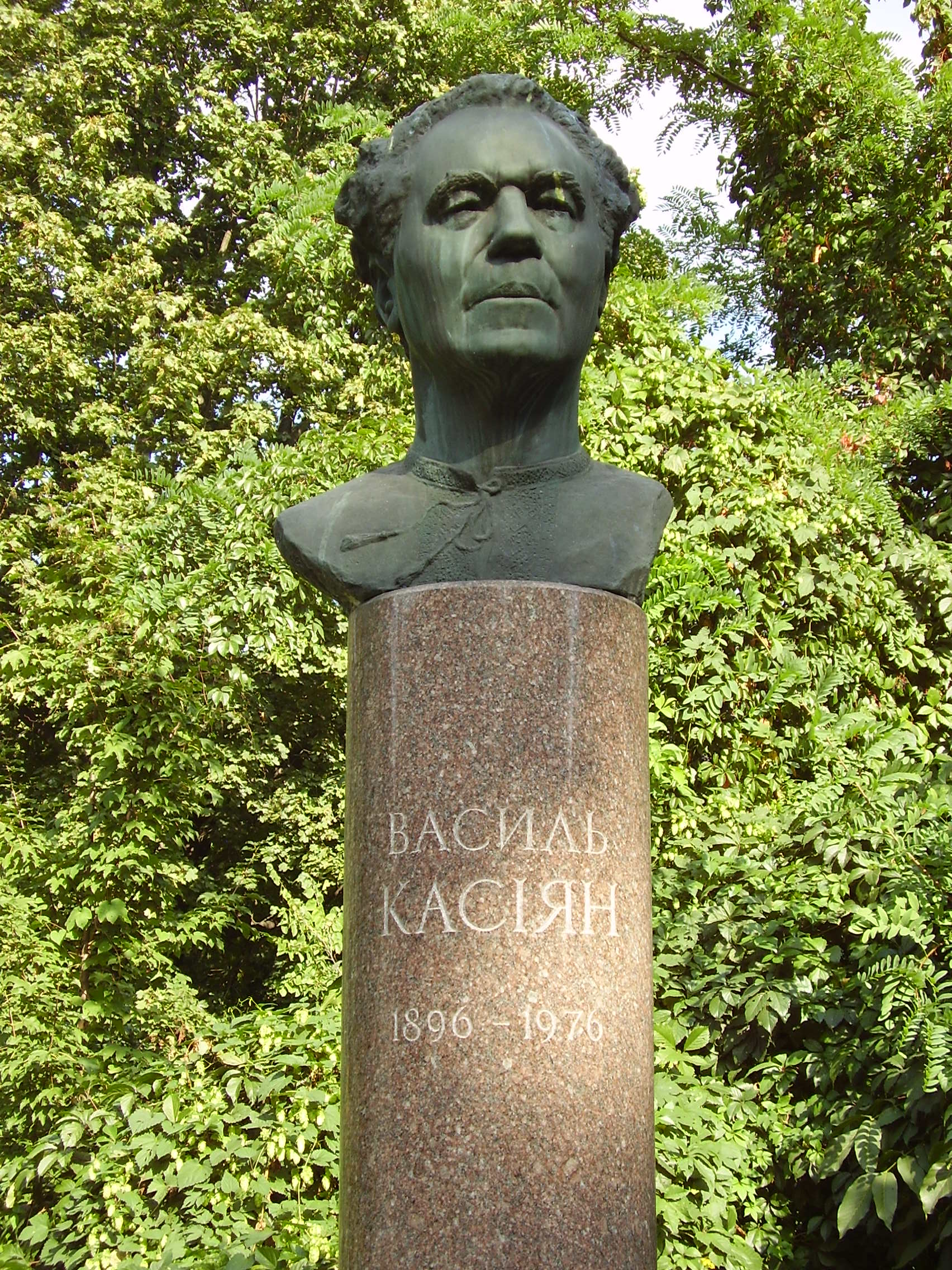
Kasijans Grabmal auf dem Baikowe-Friedhof

Kasijan schuf vor allem Grafiken und Illustrationen. Seine Werke handelten von Revolution, Bürgerkrieg, Friedensarbeit und „Blühender Ukraine“. Er schuf Illustrationen für viele Werke der klassischen Literatur, darunter Nikolai Gogol, Iwan Franko, Mychajlo Kozjubynskyj, Wassyl Stefanyk, Pawlo Tytschyna und Taras Schewtschenko.

## Ehrungen
- 1964 Taras-Schewtschenko-Preis[4]
- 1944 Volkskünstler der UdSSR[2]
- 1971 Staatspreis der UdSSR[2]
- 1974 Held der sozialistischen Arbeit[2]
- Leninorden